# Peter Lang (Pianist)
Peter Lang (* 20. Juli 1946 in Lambach) ist ein österreichischer Pianist.

## Leben
Von 1951 bis 1969 betrieb Lang musikalische Studien bei seinem Vater Hermann Lang, Kurt Neumüller, Friedrich Gulda, Géza Anda, Bernhard Paumgartner, Eberhard Preußner, Kurt Overhoff und Gerhard Wimberger. Er begann ab 1955 eine internationale Konzerttätigkeit und trat ab 1965 bei den Salzburger Festspielen auf. 
1978 wurde Lang Ordinarius für das Konzertfach Klavier am Mozarteum, von 1972 bis 2002 war er Leiter der Abteilung Tasteninstrumente und von 1988 bis 1991 Leiter der Internationalen Sommerakademie Mozarteum, an die er unter anderem Luciano Berio, Karlheinz Stockhausen, Grace Bumbry und Gidon Kremer als Dozenten band. Seit 2003 widmet er sich verstärkt seiner künstlerischen Tätigkeit.